# (42776) Casablanca
Pour les articles homonymes, voir Casablanca (homonymie).
(42776) Casablanca est un astéroïde de la ceinture principale.

## Description
(42776) Casablanca est un astéroïde de la ceinture principale. Il fut découvert par Eric Walter Elst le 18 octobre 1998 à l’observatoire de La Silla. Il présente une orbite caractérisée par un demi-grand axe de 3,163 UA, une excentricité de 0,401 et une inclinaison de 10,304° par rapport à l'écliptique.
Il fut nommé en référence à Casablanca, la plus grande ville et le port principal du Maroc, mais aussi au film de Michael Curtiz, Casablanca, sorti en 1942, avec Humphrey Bogart et Ingrid Bergman, qui compte parmi les films les plus renommés de tous les temps.

## Compléments